# Hans Blix
Hans Martin Blix (Uppsala, 28 giugno 1928) è un politico, giurista e funzionario svedese.
Già ministro degli esteri dal 1978 al 1979, dal gennaio 2000 al giugno 2003 ha guidato la Commissione di controllo, di verifica e d'ispezione delle Nazioni Unite (COCOVINU - UNMOVIC).

## Biografia
Ha studiato presso la Columbia University e presso le università di Uppsala e Cambridge, dove prese il dottorato. Nel 1959 si laureò in diritto presso l'Università di Stoccolma.
L'università di Mosca gli ha conferito la laurea honoris causa.
Dal 1962 al 1978 è stato membro della delegazione svedese alla conferenza di disarmo a Ginevra. Dal 1963 al 1976
ha ricoperto diverse cariche presso il Ministero degli Esteri svedese, prima di diventare, appunto, Ministro degli Esteri nel 1978.
Dal 1981 al 1997 è stato direttore generale dell'Agenzia internazionale per l'energia atomica (IAEA). Come capo dell'IAEA, Blix visitò più volte nel corso degli anni ottanta il reattore nucleare iracheno di Osiraq, prima che fosse distrutto da un raid aereo israeliano, senza tuttavia scoprire che l'Iraq portava avanti, sin dal 1971, un avanzato programma di produzione di armi nucleari. L'IAEA, e Blix personalmente, elogiarono più volte l'Iraq per la piena collaborazione offerta all'IAEA. Fu solo dopo la prima guerra del Golfo nel 1991, che si scoprì la portata dei programmi nucleari iracheni, che erano notevolmente progrediti dall'epoca della distruzione del reattore di Osiraq.
Nel gennaio 2000 Blix fu nominato presidente esecutivo della Commissione di controllo, di verifica e d'ispezione
delle Nazioni Unite.
A partire dal 27 novembre 2002 fu responsabile degli ispettori inviati in Iraq nell'ambito della Risoluzione ONU 1441, riguardante le armi di distruzione di massa che, secondo l'amministrazione Bush, sarebbero state detenute da quel paese.
Durante la crisi per il disarmo dell'Iraq, che precedette la guerra in Iraq del 2003, le affermazioni di Blix contraddissero l'amministrazione Bush in merito al possesso di armi di distruzione di massa da parte dell'Iraq. Blix ricevette per questo numerose critiche da parte dei sostenitori della guerra. Quando fu chiaro che non c'erano armi di distruzione di massa in Iraq, gli Stati Uniti e la Gran Bretagna dovettero affrontare numerose accuse. In un'intervista sulla BBC, l'8 febbraio 2004, Blix accusò i governi di Stati Uniti e Gran Bretagna di aver ingigantito la minaccia delle armi di distruzione di massa per poter giustificare la guerra contro Saddam Hussein.
Nel 2004 è vincitore del premio Colombe d'Oro per la Pace, premio assegnato annualmente dall'Archivio disarmo ad una personalità distintasi in campo internazionale.
Nell'ottobre del 2004 l'Università di Padova ha conferito a Blix la laurea "honoris causa" in Scienze politiche.
Nel 2009 aderisce al progetto per la realizzazione del film "Soldiers of Peace" che coinvolge 14 Paesi nel Mondo nella realizzazione di una pace globale.